# Parlamentswahl in Pakistan 2013
Die Parlamentswahlen in Pakistan 2013 fanden am 11. Mai 2013 statt. Gewählt wurden die 342 Abgeordneten der pakistanischen Nationalversammlung und die parlamentarischen Versammlungen der Provinzen Punjab, Sindh, Belutschistan und Khyber Pakhtunkhwa (der früheren „Nordwest-Provinz“).

## Hintergrund
Die Wahlen waren die ersten Parlamentswahlen in der Geschichte Pakistans, bei denen eine gewählte Regierung nach den vollen 5 Jahren ihrer Amtszeit (seit der Wahl 2008) durch reguläre Wahlen abgelöst worden war. Alle vorherigen gewählten Regierungen waren entweder nicht so lange im Amt geblieben, oder sind durch Militärputsche abgesetzt worden. Die Zahl der registrierten Wähler betrug etwa 86,19 Millionen. Im Wahlkampf standen sich im Wesentlichen drei politische Großgruppierungen gegenüber. Zum einen die sozialistisch orientierte Pakistanische Volkspartei (Pakistan Peoples Party, PPP) samt der mit ihr verbündeten Pakistanischen Muslim-Liga (Q) (Pakistan Muslim League (Q), 'Q' für "Quaid e Azam"), einer nationalistischen Partei des mittleren Spektrums. Zum zweiten im Bereich des konservativen Spektrums die Pakistanische Muslim-Liga (N) (Pakistan Muslim League (N), 'N' für Nawaz (Sharif)), verbündet mit der Sunni Tehreek, einer radikal-sunnitisch-islamistischen Partei mit dezidiert antichristlichen und anti-schiitischen Zielen. Und zum dritten die mehr im Bereich der politischen Mitte angesiedelten Parteien Pakistan Tehreek-e-Insaf, Majlis Wahdat-e-Muslimeen (eine gemäßigt-islamische modernistische schiitische Partei), Jamaat-e-Islami (eine konservativ-islamistische Partei) und die politische Bewegung des Nawab Salahuddin Abbasi.

## Ergebnis
| Partei | Partei                         | Chef                                        | Stimmen    | %     | allgemeine Sitze | für Frauen reserviert | für Minderheiten reserviert | Sitze gesamt | Ergebnis 2008 (Stimmenanteil/Abgeordnete) |
| ------ | ------------------------------ | ------------------------------------------- | ---------- | ----- | ---------------- | --------------------- | --------------------------- | ------------ | ----------------------------------------- |
|        | Muslimliga Pakistans (N)       | Nawaz Sharif                                | 14.874.104 | 32,8  | 126              | 34                    | 6                           | 166          | 19,6 % und 91                             |
|        | Pakistan Tehreek-e-Insaf       | Imran Khan                                  | 7.679.954  | 16,9  | 28               | 6                     | 1                           | 35           | Boykott                                   |
|        | Pakistanische Volkspartei      | Bilawal Bhutto Zardari und Asif Ali Zardari | 6.911.218  | 15,2  | 33               | 8                     | 1                           | 42           | 30,6 % und 124                            |
|        | Muttahida-Qaumi-Bewegung       | Altaf Hussain                               | 2.456.153  | 5,4   | 18               | 4                     | 1                           | 23           | 7,4 % und 25                              |
|        | Jamiat Ulema-e-Islam (F)       | Fazal-ur-Rehman                             | 1.461.371  | 3,2   | 11               | 3                     | 1                           | 15           | 2,2 % und 7                               |
|        | Muslimliga Pakistans (Q)       | Chaudhry Shujaat Hussain                    | 1.409.905  | 3,1   | 2                | 0                     | 0                           | 2            | 23,0 % und 54                             |
|        | Muslimliga Pakistans (F)       | Pir Pagara                                  | 1.072.846  | 2,4   | 5                | 1                     | 0                           | 6            | 1,9 % und 5                               |
|        | Jamaat-e-Islami                | Syed Munawar Hasan                          | 963.909    | 2,1   | 3                | 1                     | 0                           | 4            | Boykott                                   |
|        | Awami-Nationalpartei           | Asfandyar Wali Khan                         | 453.057    | 1,0   | 1                | 0                     | 0                           | 1            | 2,0 % und 13                              |
|        | Pakhtunkhwa-Milli-Awami-Partei | Mahmood Khan Achakzai                       | 214.631    | 0,5   | 3                | 1                     | 0                           | 4            | Boykott                                   |
|        | Nationale Volkspartei          | Ghulam Murtaza Khan Jatoi                   | 197.829    | 0,4   | 2                | 1                     | 0                           | 3            | 0,4 % und 1                               |
|        | Sonstige                       |                                             | 2.010.598  | 4,4   | 7                | 0                     | 0                           | 7            |                                           |
|        | Unabhängige                    |                                             | 5.880.658  | 13,0  | 27               | 0                     | 0                           | 27           |                                           |
|        | Gesamt                         | Wahlbeteiligung 55,0 %                      | 45.388.404 | 100,0 | 272              | 60                    | 10                          | 342          |                                           |

Quellen:
- Stimmenzahlen. (PDF; 56 kB) Election Commission of Pakistan (ECP)
- Sitzzahlen. (PDF; 39 kB) Election Commission of Pakistan (ECP)